# 雙色出尾蟲
雙色出尾蟲，（學名：Cybocephalus binotatus）又稱日本方頭甲、 日本方頭出尾蟲、泰國雙色出尾蟲。